# Нечаевская (станция)
Неча́евская — узловая станция Муромского отделения Горьковской железной дороги.

## Описание
Расположена в посёлке Нечаевская Гусь-Хрустального района Владимирской области. Названа в честь известного промышленника XIX века Нечаева-Мальцова Ю. С.  Архивная копия от 19 февраля 2006 на Wayback Machine.
С момента открытия станции в двух километрах от неё находится путепровод через железную дорогу Владимир — Тумская, которая до 1924 года была узкоколейной. На этой ветке в черте поселка Нечаевская находится остановочный пункт 77 км, с которого можно добраться до городов Владимир и Гусь-Хрустальный.
Останавливаются электропоезда маршрута Черусти — Вековка, 5 пар в сутки.
Станция имеет одну высокую островную платформу и одну боковую кривую низкую платформу (эта платформа не используется). От станции отходит малодействующая подъездная ветка к станции Окатово (направление Владимир — Тумская) без пассажирского движения.
До 2005 года на станции было старинное деревянное здание вокзала, которое затем было снесено под предлогом аварийного состояния. Взамен никакого здания не построили.
Нечаевская — пересадочный пункт для едущих из Москвы в город Гусь-Хрустальный, до которого отсюда 14 км, но общественный транспорт не ходит. Поэтому каждую электричку из Москвы встречают несколько десятков такси. Для пересадки на пригородные поезда используется остановочный пункт 77 км, находящийся в двух километрах восточнее станции Нечаевская.
В километре к западу от станции проходит автомобильная дорога Владимир-Тума.

## Галерея
- Железнодорожные пути станции. Вид на восточную горловину
- Жилой дом (слева) и здание дежурного по станции (справа). Вид на восточную горловину станции.
- Водонапорная башня